# Tallolio
Il tallolio, noto anche come tallolo, è un liquido viscoso di colore variabile dal giallo al bruno-nero ottenuto come sottoprodotto del processo Kraft di lavorazione della polpa del legno delle conifere. 
Il termine italiano deriva dall'inglese tall oil che, a sua volta, è un'anglicizzazione del termine svedese tallolja, ovvero "olio di pino".
Il tallolio è il terzo prodotto per quantità che si ottiene da un mulino Kraft, dopo la lignina e l'emicellulosa; la resa in tallolio è generalmente compresa tra i 30 e i 50 kg per tonnellata di polpa di legno lavorata.

## Produzione
Nel processo Kraft, l'elevata alcalinità e la temperatura convertono gli esteri e gli acidi carbossilici presenti nella resina in saponi solubili di sodio della lignina, della resina e degli acidi grassi. Se ne ottiene una soluzione detta liquore nero che contiene circa il 15% di sostanza secca e viene successivamente concentrata in un evaporatore. All'aumentare dalla concentrazione, i saponi cominciano ad affiorare alla superficie, da cui vengono asportati e raccolti, ottenendo il cosiddetto "sapone grezzo di resina" o "resinato". Questo grezzo è purificato dal liquore nero residuo per sedimentazione o per centrifugazione, viene quindi scaldato e acidificato con acido solforico per produrre il tallolio grezzo (crude tall oil, CTO).
La maggior parte dei pini rende da 5 a 25 kg di tallolio grezzo per tonnellata di polpa di legno; migliori rese provengono dal pino silvestre (da 20 a 50 kg/tonnellate), in special modo dalle piante cresciute nella Scandinavia settentrionale. Nel mondo si producono circa 2 milioni di tonnellate di CTO all'anno.

## Composizione
La composizione del tallolio grezzo varia molto in funzione del legno trattato. Un diffuso parametro di qualità del tallolio è il suo numero di acidità. Dal solo legno di pino si ottengono talloli con numero di acidità compreso tra 160 e 165 mgKOH/g, mentre con miscele di legnami diversi si ottengono numeri di acidità compresi tra 125 e 135 mgKOH/g.
Solitamente il tallolio grezzo contiene resine, steroli insaponificabili (5-10%), acidi resinici (principalmente acido abietico e i suoi isomeri), acidi grassi (principalmente acido palmitico, acido oleico e acido linoleico), alcoli grassi e altri derivati alchilici di idrocarburi.
Per distillazione frazionata si ottiene la "resina di tallolio", in cui il contenuto di resina è ridotto a un tenore compreso tra il 10% e il 35%. Per ulteriore riduzione del contenuto di resina (fino a meno del 10%) si ottiene il "tallolio acido grasso" (tall oil fatty acid, TOFA), consistente principalmente di acido oleico.

## Applicazioni
La resina di tallolio trova uso come componente di prodotti adesivi, gomme e inchiostri, nonché come emulsionante. La pece resinosa è usata come legante nei cementi, come adesivo e come emulsionante per gli asfalti.
Il TOFA è una fonte vegetale di acidi grassi per la produzione di saponi e lubrificanti. Il suo estere con il pentaeritrolo è un componente di adesivi e vernici a base oleosa.
Il tallolio trova anche impiego come fluido per le trivellazioni.
Recentemente, il gruppo chimico DOW ha messo a punto un impianto pilota nei Paesi Bassi per la produzione di materie plastiche, in particolare polietilene, a partire da nafta derivata da tallolio.